# Городской совет Окленда

Герб Городского совета Окленда

Городской совет Окленда — это бывший выборный орган местного самоуправления в Окленде, Новая Зеландия, существовавший с 1871 г. по 1 ноября 2010 г.. Был упразднён после того как он и шесть других городских и районных советов Окленда были объединены в единый Оклендский совет. Он представлял интересы 404 658 жителей (перепись 2006 г.) города, также в юрисдикцию совета входили некоторые острова залива Хаураки, такие как остров Вайхеке и остров Грейт-Барриер. Орган возглавлялся мэром города Окленд.

## Выборы
Члены совета и мэр Окленда избирались каждые три года. На выборах 2007 г. явка избирателей составила 39,4 %, по сравнению с 48 % в 2004 г. и 43 % в 2001 г.

## Функции
Помимо прочих функций, городской совет осуществлял контроль более чем за 700 парками и заповедниками по всей стране (данные за 2008 г.). Среди прочего, он отвечал за 2214 км пешеходных дорожек, которые находились в плохом состоянии (качество 30 % оценивалось как «плохое» или «очень плохое»), этот вопрос часто обсуждался в СМИ, особенно после того, как в 2008 году совет решил сократить годовой бюджет выделенный на модернизации на 39 миллионов новозеландских долларов (до 218 миллионов долларов), а также сократил бюджет на новые пешеходные дорожки с 39,5 миллионов новозеландских долларов (до 5,7 миллионов долларов) в рамках своей кампании по снижению налоговых ставок. 

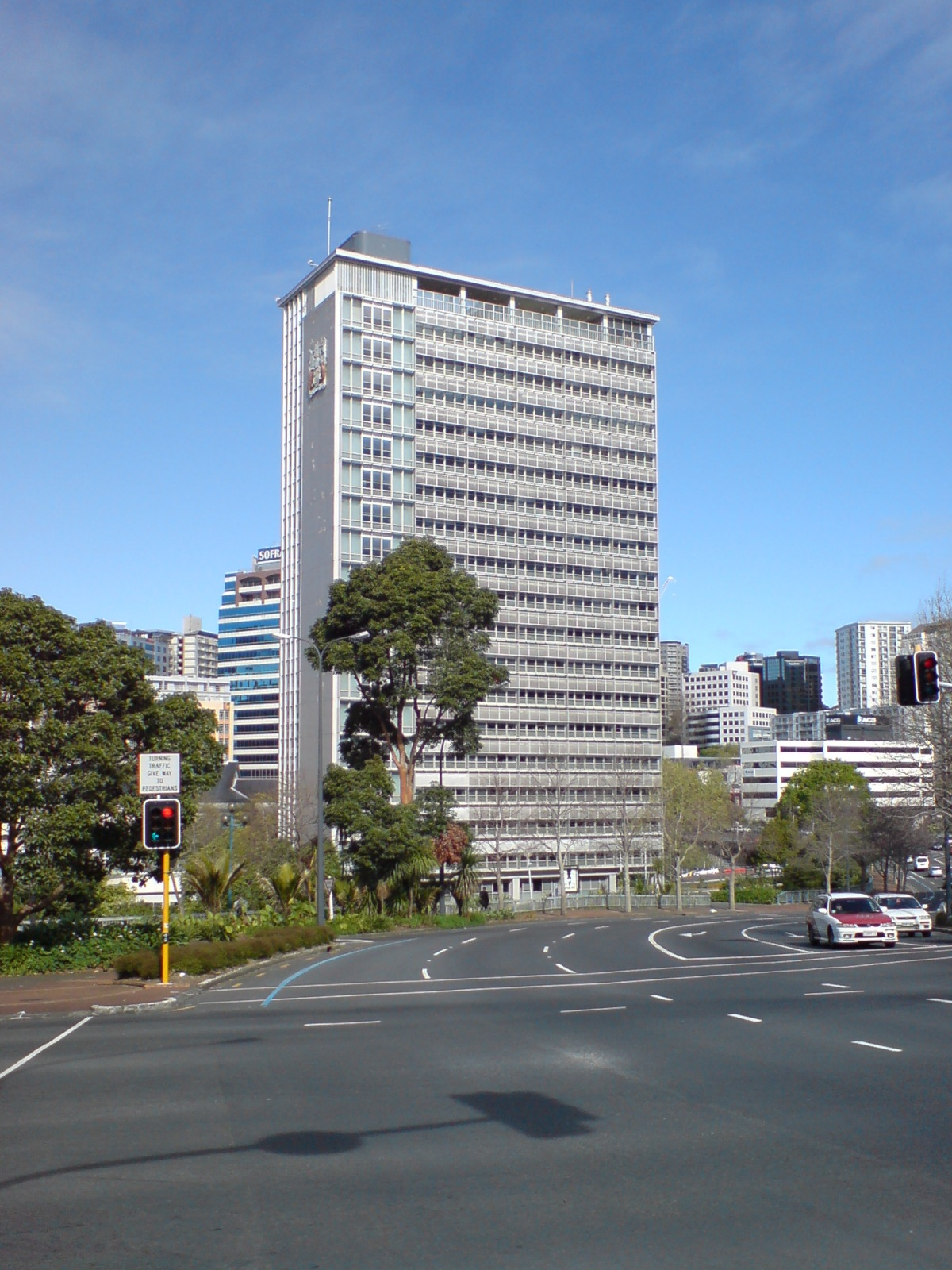
Здание Городского совета Окленда

В рамках программ по озеленению в Окленда, в городе с 2002 года было высажено более 103 000 деревьев, из них около 16 000 в 2008 году, что в четыре раза превышает скорость вырубки деревьев на государственных и частных участках.

## Финансы
В финансовом году, закончившемся в июне 2007 года, доход городского совета Окленда составил 552 миллиона новозеландских долларов, из которых 68 % — налоговые поступления, которые в среднем составляли 859 новозеландских долларов на одного плательщика. Совет потратил 343 миллиона новозеландских долларов на капитальные проекты, из которых 45 % ушло на «транспортные» расходы, 19 % — на «управление недвижимостью и активами» и 17 % — на «открытые пространств и парков», в то время как 10 % были потрачены на «ливневую канализацию и утилизацию отходов». Ещё 7 % было потрачено на «искусство и культуру» и 2 % на «зоопарки, места отдыха и развития». Профицит составил 40,3 миллиона новозеландских долларов.

## Конфликты
В 2002 году находившийся в то время на посту мэр Джон Бэнкс объявил о планах продать 1570 из 1700 квартир для пенсионеров. Коалиция «Группа действий Совета по жилищным вопросам» (CHAG) выступала против приватизации. Первоначально Бэнкс стремился продать квартиры на частном рынке, но протесты коалиции привели к срыву частных аукционов. И хотя коалиция не смогла предотвратить распродажу, она все же добилась существенного компромисса, и все 1542 квартиры для пенсионеров и 129 жилых домов, принадлежащие городскому совету Окленда, были проданы Housing NZ за 83 миллиона долларов в 2002—2003 годах при том, что а момент продажи их реальная стоимость составляла 132 миллиона долларов.